# Dalechampia denticulata
Dalechampia denticulata är en törelväxtart som beskrevs av Charles Wright och August Heinrich Rudolf Grisebach. Dalechampia denticulata ingår i släktet Dalechampia och familjen törelväxter. Inga underarter finns listade i Catalogue of Life.